# عزرا غرينليف ويلد
عزرا غرينليف ويلد (بالإنجليزية: Ezra Greenleaf Weld)‏ هو مصور أمريكي، ولد في 26 أكتوبر 1801، وتوفي في 14 أكتوبر 1874.